# Перша білоруська трупа

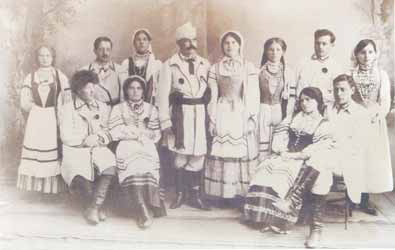
Трупа Буйницького

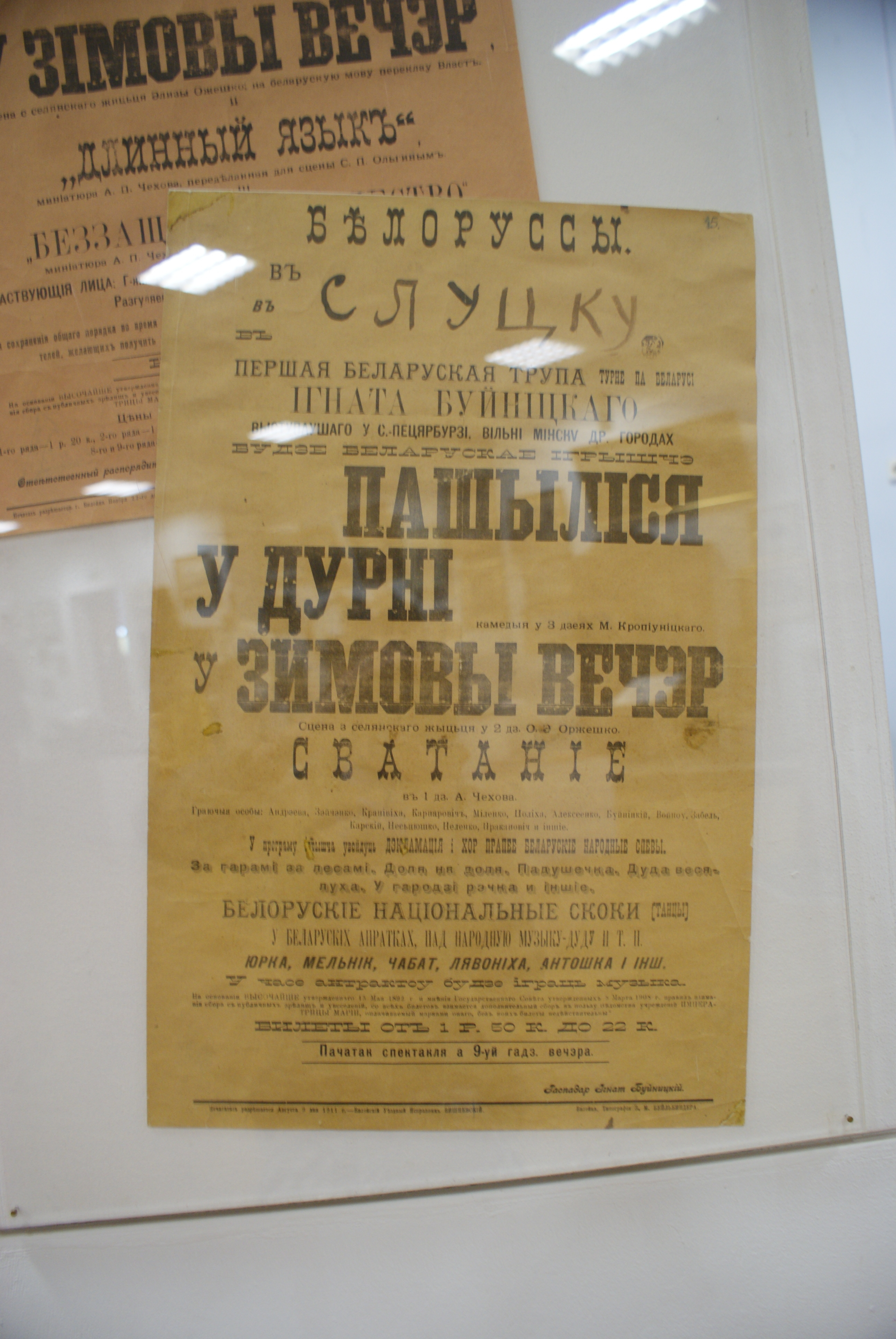
Афіша Першої білоруської трупи

Створений з ініціативи актора і театрального діяча І. Буйницького у фольварку Поливачі Дзісенського повіту Віленської губернії (нині село Палевачі Глибоцького району Вітебської області). Виникла на основі білоруських партій, аматорських «сімейних» вистав і до 1910 року мала аматорський характер. Трупа проводила просвітницьку роботу, багато зробила для розвитку художньої самодіяльності та пропаганди білоруського мистецтва, створила основи національного професійного театру. Під впливом своєї діяльності та традицій у квітні 1917 року було засновано Перше білоруське товариство драми та комедії .
Гурт багато гастролював у Білорусі, Вільнюсі (1910), Петербурзі (1911 і 1912) та Варшаві (1913). Програма шоу спочатку включала білоруські народні пісні, танці, декламацію віршів та оповідань рідною мовою, невеличкі вистави. До складу трупи входив традиційний хор на дуді, скрипці та цимбалах. Відомо, що колектив складався з трьох музикантів: сопілки ( Адам Шульга ), скрипаля (Франак Голер) та цимбаліста (Ян Голер). 3 покази 1910 року складалися з кількох самостійних частин: 1-2 п’єси, декламації, співи та танці. Театр дотримувався народних традицій, виділявся синтетичним характером своєї роботи та реалістичною спрямованістю. Елементи білоруського народного мистецтва були використані в простому оформленні сцени, актори виступали в білоруських національних костюмах. Серед драматичних виконавців були І. Буйницький (зіграв характерно-драматичні ролі), А. Бурбіс, Крапівіха (А. Пашкевич), А. 3абель (З. Абрамович); серед музикантів - Дз. Кривадубау (Няленка) та я. Голер; серед співаків - І. Теоктисти; серед танцюристів - І. Буйницький, його дочки Ванда та Олена, гл. Родзевіч, Л. Родзевіч, Я. Родзевич. Музичною партією керував Л. Роговського . Директорами були А. Аляксеенка, А. Бурбіс та ін.
У репертуарі були постановки "Модного дворянина" К. Каганець, «Зимовим вечором» та «Шинка» за Е. Ожешки, "Сватання" та "Ведмідь" А. Чехов, " За результатами ревізії " М. Крапівницький, "Михалка" Долецький; вірші І. Купалы, Я. Колас, Я. Лучини, А. Павлович ; пісні «Чому б мені не заспівати», «Дуда-веселий», «За горами, за лісом» тощо; танці "Юрка", "Гняваш", "Горобець", " Лявоніха ", "Мельник", "Метелиця", "Антошка", "Чобат", "Качан", "Чабор", "Полька" та інші. 